# (500014) 2011 QL47
(500014) 2011 QL47 es un asteroide perteneciente al cinturón exterior de asteroides, descubierto el 31 de mayo de 2010 por Wide-field Infrared Survey Explorer desde el telescopio espacial Wide-Field Infrared Survey Explorer (WISE), Estados Unidos.

## Designación y nombre
Designado provisionalmente como 2011 QL47.

## Características orbitales
2011 QL47 está situado a una distancia media del Sol de 3,237 ua, pudiendo alejarse hasta 4,277 ua y acercarse hasta 2,196 ua. Su excentricidad es 0,321 y la inclinación orbital 23,87 grados. Emplea 2127,25 días en completar una órbita alrededor del Sol.
Los próximos acercamientos a la órbita de Júpiter se producirán el 8 de agosto de 2026, el 22 de marzo de 2038 y el 17 de octubre de 2049.

## Características físicas
La magnitud absoluta de 2011 QL47 es 16,5. Tiene 3 km de diámetro y su albedo se estima en 0,056.